# Jislum
Jislum est un village de la commune néerlandaise de Noardeast-Fryslân, situé dans la province de Frise.

## Géographie
Le village est situé dans le nord de la Frise, à 8 km à l'ouest de Dokkum.

## Histoire
Jislum fait partie de la commune de Ferwerderadiel avant le 1er janvier 2019, où celle-ci est supprimée et fusionnée avec Dongeradeel et Kollumerland en Nieuwkruisland pour former la nouvelle commune de Noardeast-Fryslân.

## Démographie
Le 1er janvier 2018, le village comptait 65 habitants.

## Sites et monuments

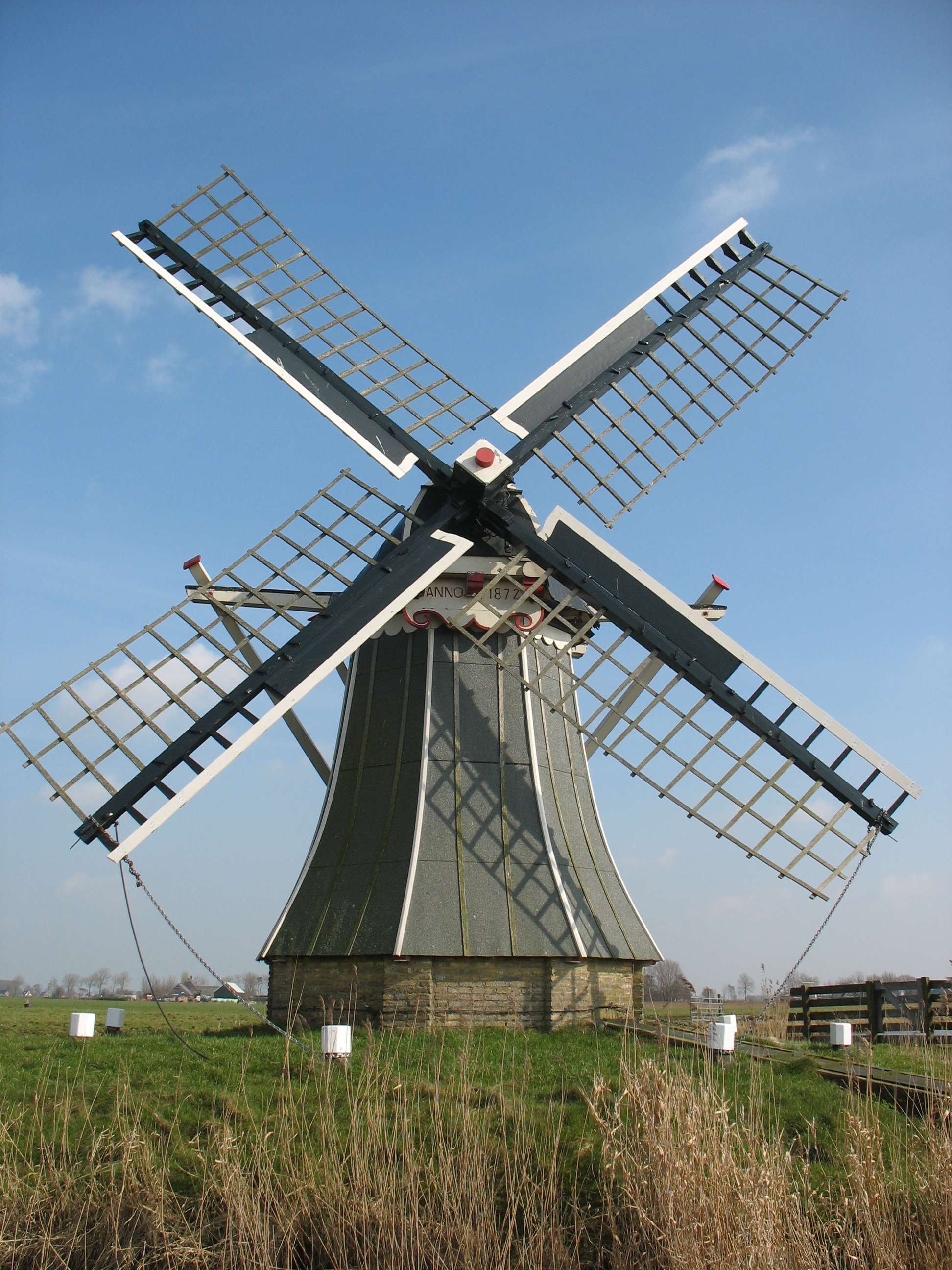
Moulin à vent De Volharding.

Le village abrite le moulin à vent restauré appelée De Volharding.